# Hexachaeta valida
Hexachaeta valida är en tvåvingeart som beskrevs av Lima 1954. Hexachaeta valida ingår i släktet Hexachaeta och familjen borrflugor.
Artens utbredningsområde är Panama. Inga underarter finns listade i Catalogue of Life.